# Campeonato Europeo de Natación en Aguas Abiertas de 2011
El V Campeonato Europeo de Natación en Aguas Abiertas se celebró en Eilat (Israel) entre el 6 y el 11 de septiembre de 2011 bajo la organización de la Liga Europea de Natación (LEN) y la Federación Israelita de Natación. 
Las competiciones se realizaron en las aguas del golfo de Aqaba, con base en el puerto de Eilat.

## Resultados

### Masculino
| Evento        | Oro                                  | Plata                                 | Bronce                            |
| ------------- | ------------------------------------ | ------------------------------------- | --------------------------------- |
| 5 km (10.09)  | Simone Ercoli · Italia · 53:34,9     | Jan Wolfgarten · Alemania · 53:39,0   | Michael Dmitriev Israel 54:03,5   |
| 10 km (07.09) | Thomas Lurz · Alemania · 1:53:18,2   | Vladimir Diatchin · Rusia · 1:53:20,0 | Igor Snitko · Ucrania · 1:53:21,5 |
| 25 km (11.09) | Brian Ryckeman · Bélgica · 5:05:02,2 | Petar Stoichev Bulgaria 5:05:06,6     | Joanes Hedel Francia 5:05:18,3    |

### Femenino
| Evento        | Oro                                   | Plata                                      | Bronce                                       |
| ------------- | ------------------------------------- | ------------------------------------------ | -------------------------------------------- |
| 5 km (10.09)  | Rachele Bruni · Italia · 55:51,0      | Jana Pechanová · República Checa · 57:06,0 | Coralie Codevelle Francia 57:16,7            |
| 10 km (07.09) | Martina Grimaldi · Italia · 2:00:18,6 | Rachele Bruni · Italia · 2:00:19,2         | Nadine Reichert · Alemania · 2:00:20,0       |
| 25 km (11.09) | Alice Franco · Italia · 5:26:23,6     | Margarita Domínguez · España · 5:26:42,7   | Jana Pechanová · República Checa · 5:26:44,2 |

### Mixto
| Evento                   | Oro                                                              | Plata                                                              | Bronce                                                                  |
| ------------------------ | ---------------------------------------------------------------- | ------------------------------------------------------------------ | ----------------------------------------------------------------------- |
| 5 km por equipos (08.09) | Italia · Simone Ercoli · Luca Ferretti · Rachele Bruni · 56:12,4 | Alemania · Hendrik Rijkens · Rob Mufels · Svenja Zihsler · 57:15,2 | Francia Sébastien Fraysse Damien Cattin-Vidal Coralie Codevelle 57:41,1 |

## Medallero
| Núm. | País            | Oro | Plata | Bronce | Total |
| ---- | --------------- | --- | ----- | ------ | ----- |
| 1    | Italia          | 5   | 1     | 0      | 6     |
| 2    | Alemania        | 1   | 2     | 1      | 4     |
| 3    | Bélgica         | 1   | 0     | 0      | 1     |
| 4    | República Checa | 0   | 1     | 1      | 2     |
| 5    | Bulgaria        | 0   | 1     | 0      | 1     |
| 5    | España          | 0   | 1     | 0      | 1     |
| 5    | Rusia           | 0   | 1     | 0      | 1     |
| 8    | Francia         | 0   | 0     | 3      | 3     |
| 9    | Israel          | 0   | 0     | 1      | 1     |
| 9    | Ucrania         | 0   | 0     | 1      | 1     |
|      | TOTAL           | 7   | 7     | 7      | 21    |